# Onychostreptus canaliculatus
Onychostreptus canaliculatus är en mångfotingart som först beskrevs av Carl Oscar von Porat 1894.  Onychostreptus canaliculatus ingår i släktet Onychostreptus och familjen Spirostreptidae. Inga underarter finns listade i Catalogue of Life.